# Fritz Felzmann
Fritz Felzmann (* 16. Juni 1895 in Boskowitz; † 10. Mai 1980 in Korneuburg) war ein österreichischer Arzt, Schriftsteller und Musikwissenschaftler.

## Leben
Als Kind zog Felzmann mit seiner Familie nach Mährisch Trübau und besuchte dort die Volksschule und das Gymnasium. Ab 1914 studierte er an der Universität Wien Musikwissenschaft und Jura und erhielt bei Hermann Graedener Unterricht in Harmonielehre und Kontrapunkt. 1915 wechselte er zur Medizin und wurde 1922 zum Dr. med. promoviert. Während des Ersten Weltkriegs musste er sein Studium unterbrechen, wurde zum Militär einberufen und kämpfte in Russland und Italien.
Seine Karriere als Arzt begann er in einem Spital und war anschließend von 1924 bis 1945 Facharzt in Auspitz. Parallel dazu profilierte er sich mit Novellen und Gedichten als Schriftsteller. Daneben publizierte er wissenschaftliche Aufsätze über Musik und Literatur.
Nach der 1945 einsetzenden Vertreibung aus Südmähren ging er nach Österreich, arbeitete kurze Zeit als Gemeindearzt in Wilfersdorf und ließ sich dann in Wien nieder. Ab 1951 praktizierte er in Stockerau als Facharzt für Hautkrankheiten und ging 1964 in den Ruhestand.
Für seine Verdienste wurde er 1975 mit der Adalbert-Stifter-Medaille ausgezeichnet.

## Familie
Felzmann war mit Marianne Felzmann, geborene Zemanek, der Tochter eines Weinbauern aus Auspitz, verheiratet. Er ist der Vater der Schriftstellerin Ilse Tielsch.

## Belletristik
- Der Weinberg. Gedichte, Wien: Typographische Anstalt, 1962
- Zwischen March und Donau. Erzählungen, München: Bogen-Verlag, 1971

## Wissenschaftliche Werke
- (mit Otto Seidel), Die Gründung der „ehrsamen Weinhauer-Bruderschaft“ zu Auspitz nach einem Tagebuche des Adam Wagner, Brünn 1936; Sonderdruck aus der Zeitschrift des Deutschen Vereines für die Geschichte Mährens und Schlesiens, Jg. 38 (1936), Heft 4
- E. T. A. Hoffmann –  der Herold Beethovens, in: Mitteilungen der E. T. A.-Hoffmann-Gesellschaft, Heft 5 (1958), S. 25–29
- Der Doppeltgänger. Beziehungen E. T. A. Hoffmanns zu Böhmen und Mähren, in: Sudetenland. Vierteljahresschrift für Kunst, Literatur, Wissenschaft und Volkstum, Band 7 (1965) S. 179–184
- Der Dichter Karl Michael Freiherr von Levetzow. Leben und Werk. Vortrag, gehalten im Wiener Goethe-Verein am 14. Mai 1965, in: Jahrbuch des Wiener Goethe-Vereins, Jg. 70 (1966), S. 146ff.
- (mit Josef Grafenauer), E. T. A. Hoffmanns Krankheiten und Tod, in: Mitteilungen der E. T. A. Hoffmann-Gesellschaft, Heft 13 (1967) S. 20–29
- Über die Entdeckung eines Gemäldes des Ozeanseglers „Baron van der Capellen“, in: Stockerauer Beiträge zur Fünzigjahrfeier der Internationalen Lenau-Gesellschaft, Stockerau 1969, S. 21ff.
- (mit Josef Grafenauer), Nikolaus Lenaus Leben und Sterben aus ärztlicher Sicht, in: Lenau-Forum 2 (1970), F. 1–2, S. 19–39
- Geschichte der Gesang- und Musikvereine im Schönhengstgau, Göppingen: Verlag Schönhengster Heimat, 1971
- E. T. A. Hoffmanns Reise nach Prag, in: Jahrbuch des Wiener Goethe-Vereins, Jg. 76 (1972), S. 117–136
- E. T. A. Hoffmann als Rezensent Beethovens, in: Mitteilungen der E. T. A.-Hoffmann-Gesellschaft, Heft 20 (1974), S. 48–64
- Die Sängerin Elisabeth Röckel. „Donna Anna“ in Hoffmanns „Don Juan“, in: Mitteilungen der E. T. A.-Hoffmann-Gesellschaft, Heft 21 (1975), S. 27–37
- Beethovens Fahrt nach Retz, in: Kulturberichte. Monatsschrift für Wissenschaft und Kultur, hrsg. vom Land Niederösterreich, 1975, Juli, S. 3f.
- Bemerkungen zu E. T. A. Hoffmanns Italienischer Lokalkoloristik, in: Mitteilungen der E. T. A.-Hoffmann-Gesellschaft, Heft 22 (1976) S. 13f.
- Der Wein in E. T. A. Hoffmanns dichterischem Werk, in: Mitteilungen der E. T. A.-Hoffmann-Gesellschaft, Heft 24 (1978), S. 1ff.
- Die Buchdruckerei Wilhelm Seidel in Auspitz. Ein kulturgeschichtlicher Beitrag,  1978
- Über die Hintergründe von Nikolaus Lenaus Amerikafahrt, in: Lenau-Forum 11 (1979), S. 40–48
- Nikolaus Lenau in Gmunden, in: Lenau-Almanch 1979, S. 43–62
- Stockerauer Gaststätten einst und jetzt. Ein Beitrag zur Kulturgeschichte der Stadt, Stockerau: Kulturamt der Stadtgemeinde Stockerau, 1980